# Champagne-sur-Seine
 Champagne-sur-Seine  es una población y comuna francesa, en la región de Isla de Francia, departamento de Sena y Marne, en el distrito de Fontainebleau y cantón de Moret-sur-Loing.

## Demografía
| 4837 | 5298 | 5543 | 5406 | 6092 | 6594 |
| Para los censos de 1962 a 1999 la población legal corresponde a la población sin duplicidades (Fuente: INSEE [Consultar]) |      |      |      |      |      |